# 青山公路－荃灣段

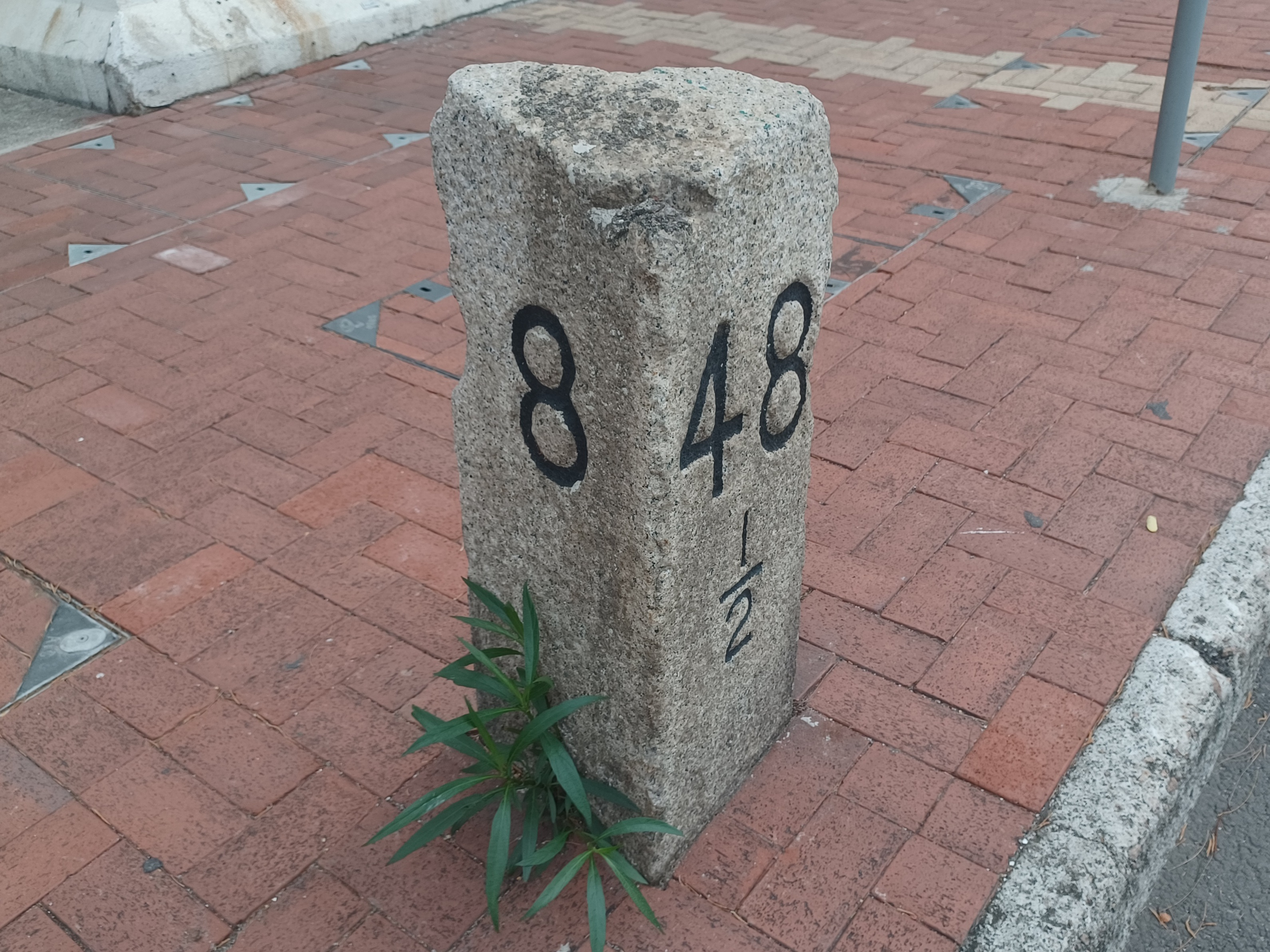
青山公路8咪里程碑

青山公路－荃灣段（英語：Castle Peak Road - Tsuen Wan），亦稱為荃灣青山道，是青山公路的一部份，由荃灣德士古道交界處起至油柑頭翠景臺私家路為止，於1919年啟用通車。此段經過荃灣市中心，是青山公路最繁忙路段之一，而該段連同青山公路－葵涌段亦是華景山莊、海峰花園、華員邨及浩景臺通往屯門公路及大欖隧道之主要幹道，其中荃景圍至沙咀道之間有一段支路連接象鼻山路至屯門公路，屬9號幹線的一部分，但該段不是快速公路。
另外位於荃灣西約介乎油柑頭連接汀九段和寶豐路迴旋處的一段荃灣段，由於過度狹窄關係，在改善青山公路－汀九段的同時，亦改為單程往荃灣方向；往屯門方向則以海興路及海安路代替。

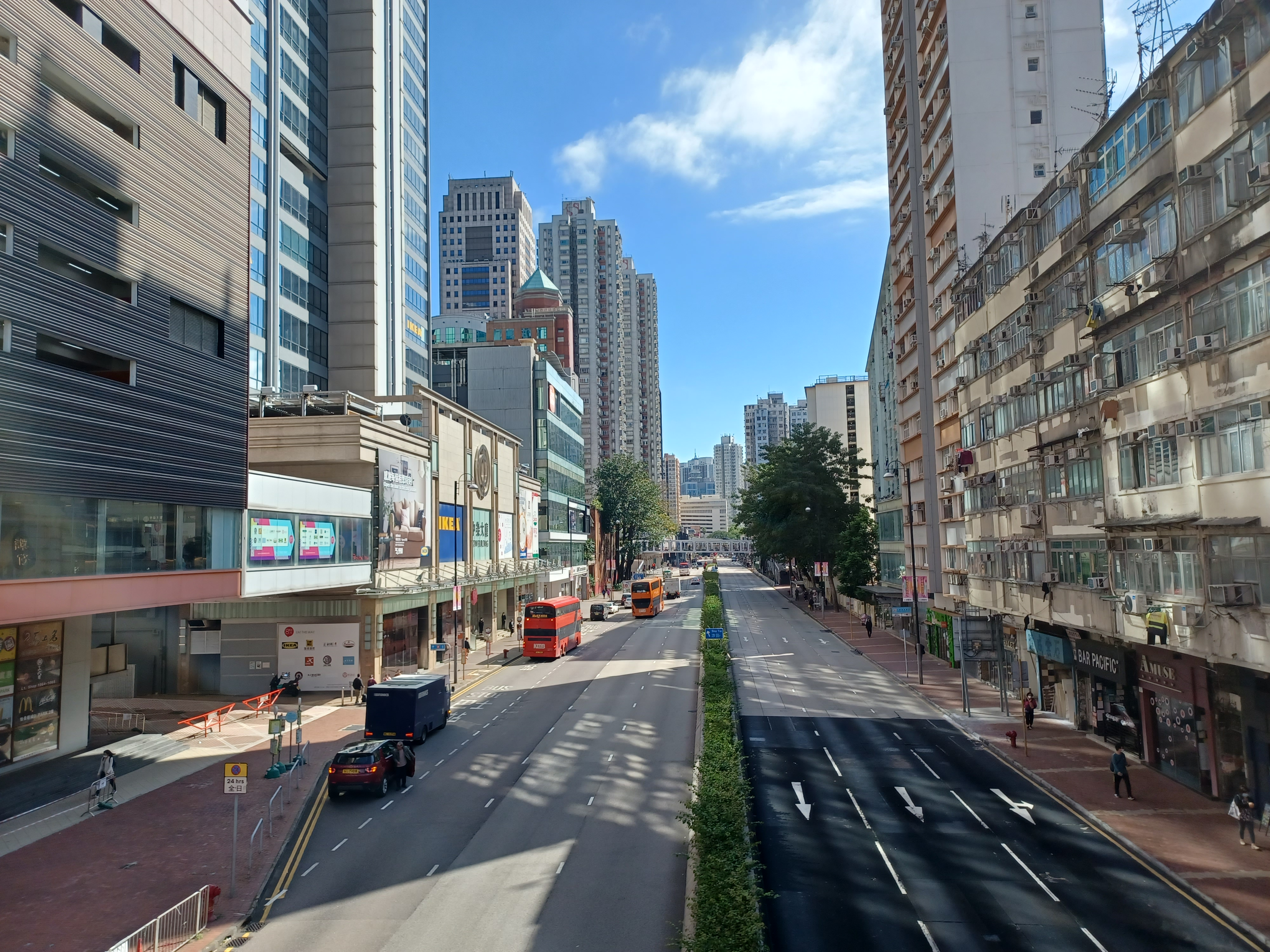
2022年的青山公路－荃灣段，近中染大廈
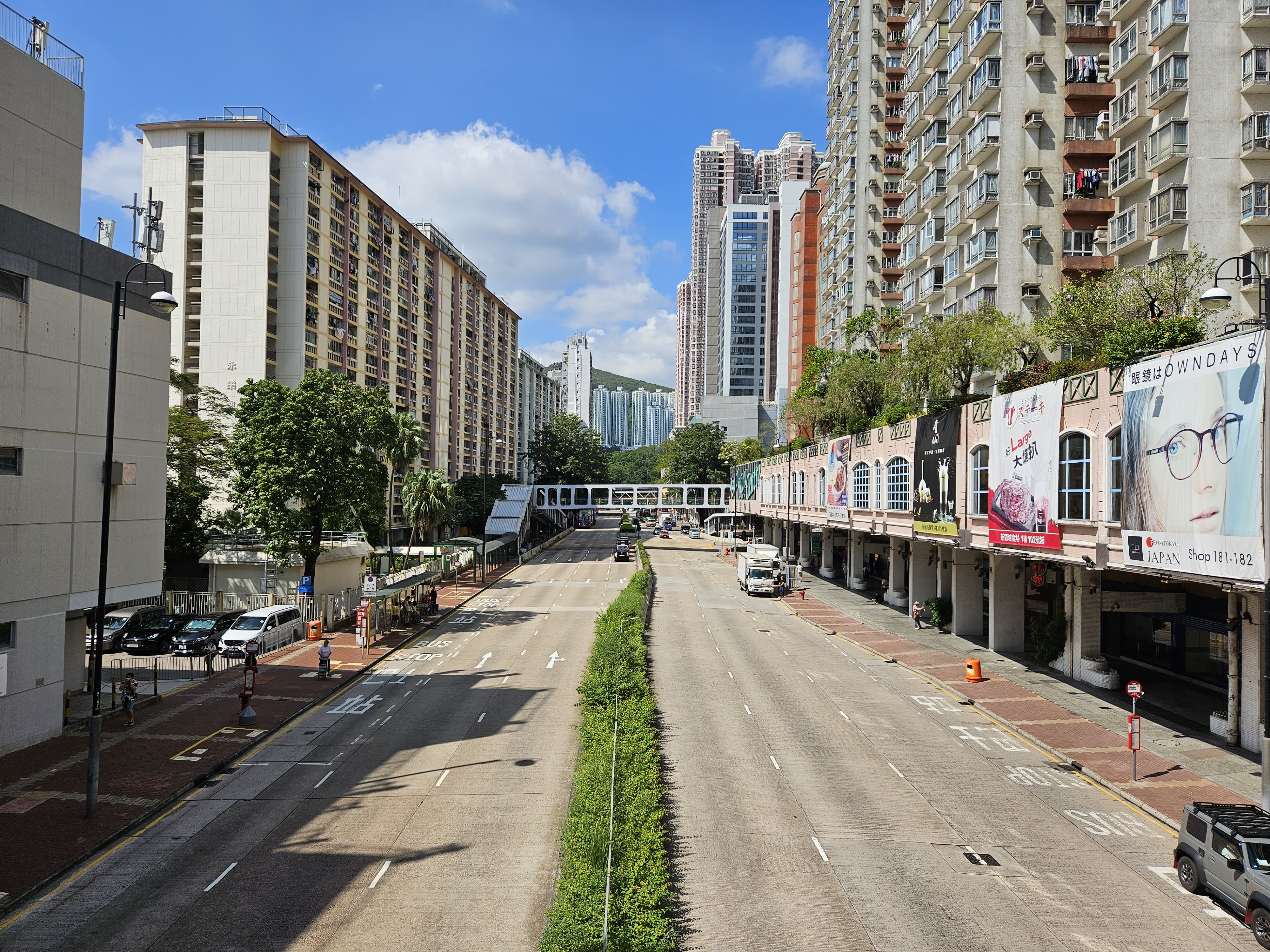
2023年的青山公路－荃灣段，近福來邨
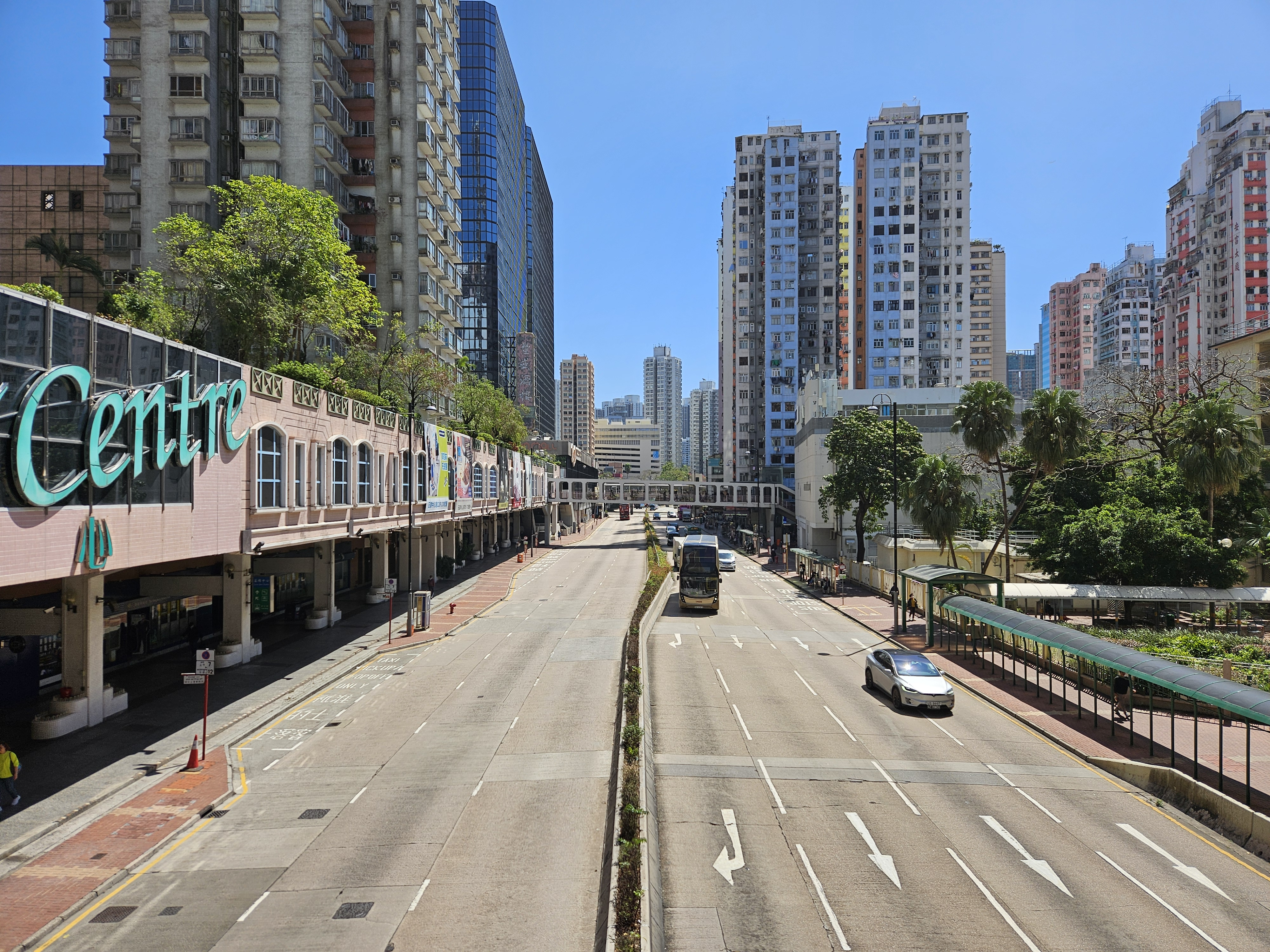
2024年的青山公路－荃灣段，近荃錦中心
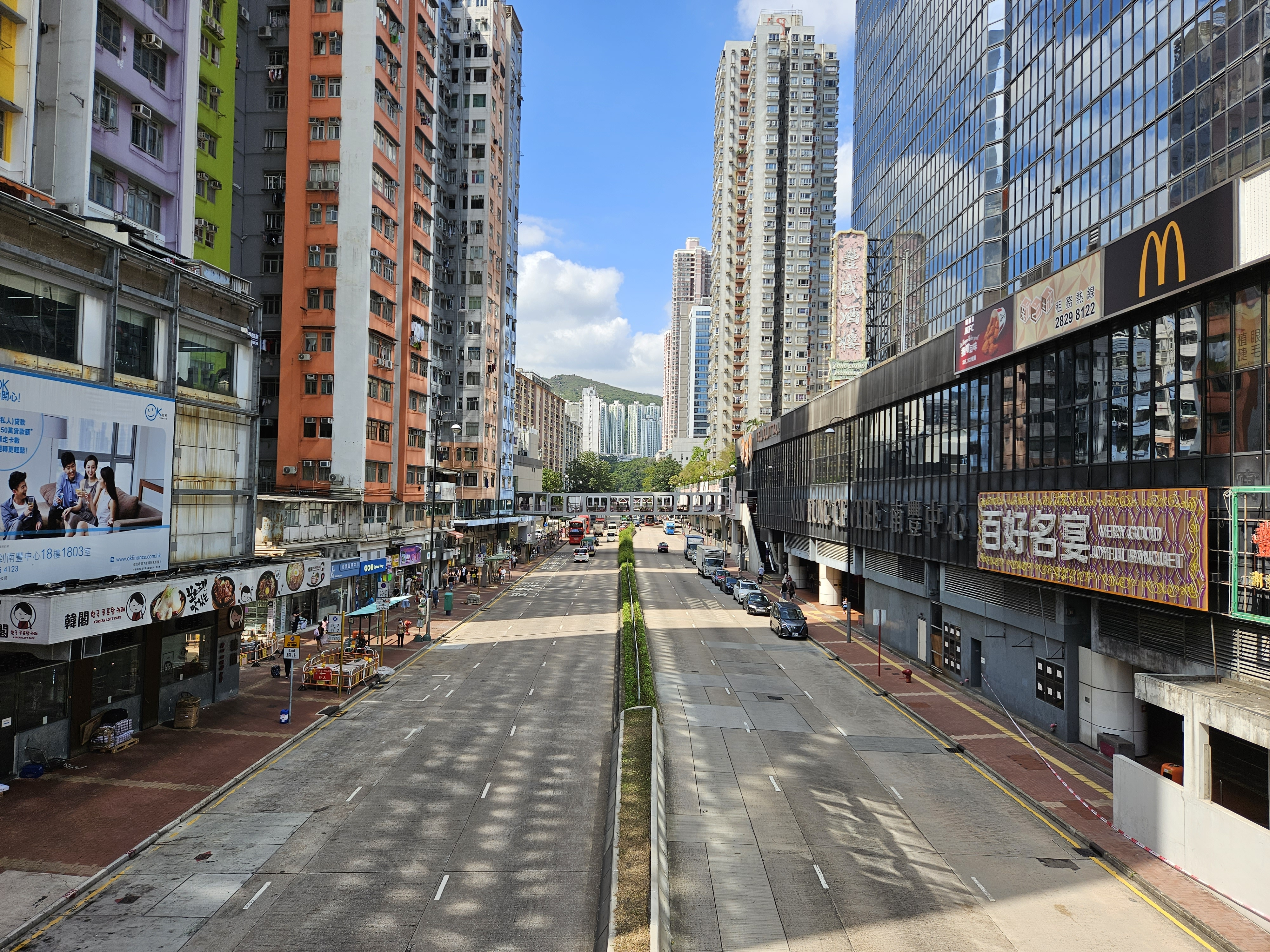
2023年的青山公路－荃灣段，近南豐中心
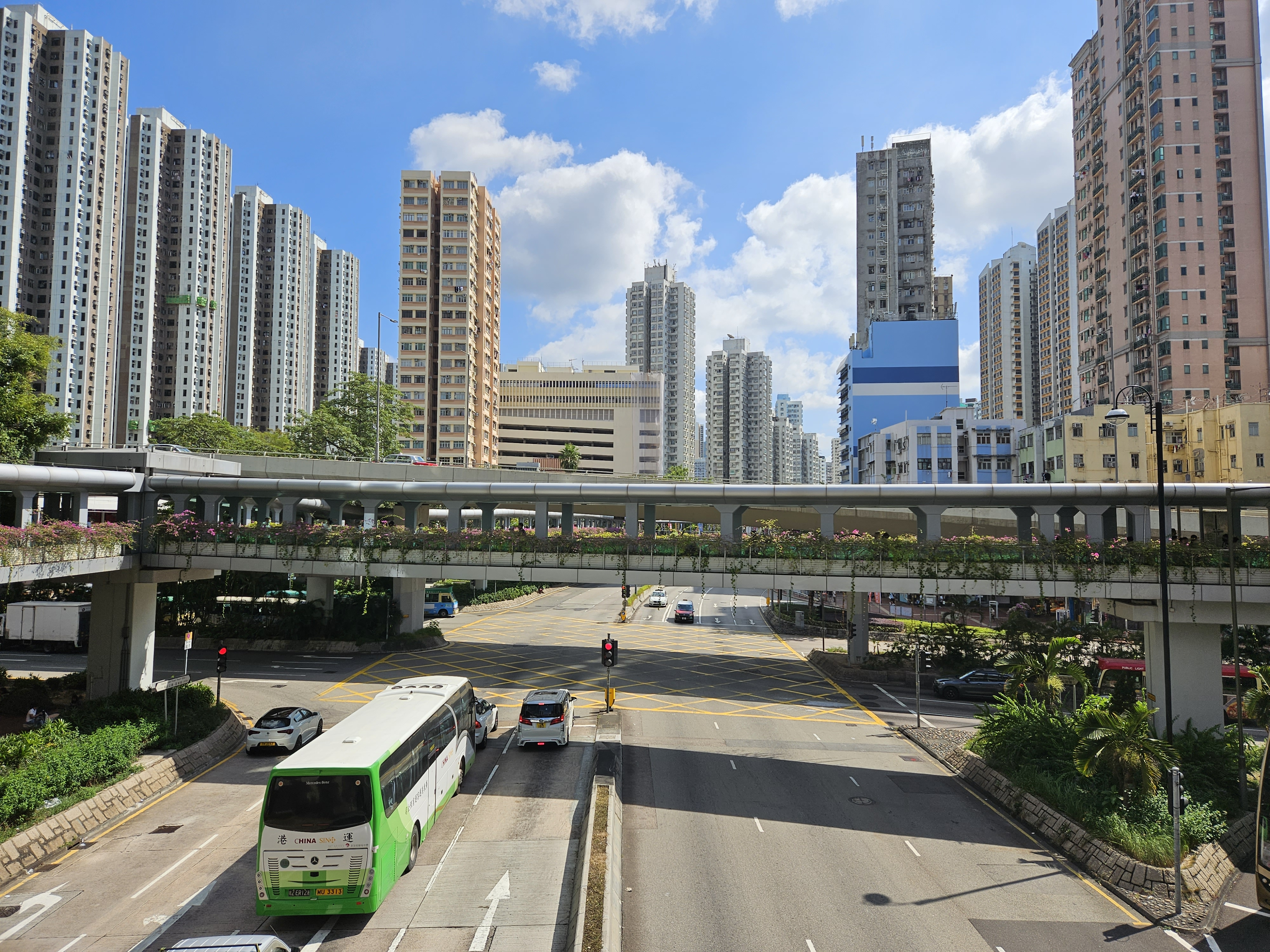
2023年的青山公路－荃灣段，近大河道
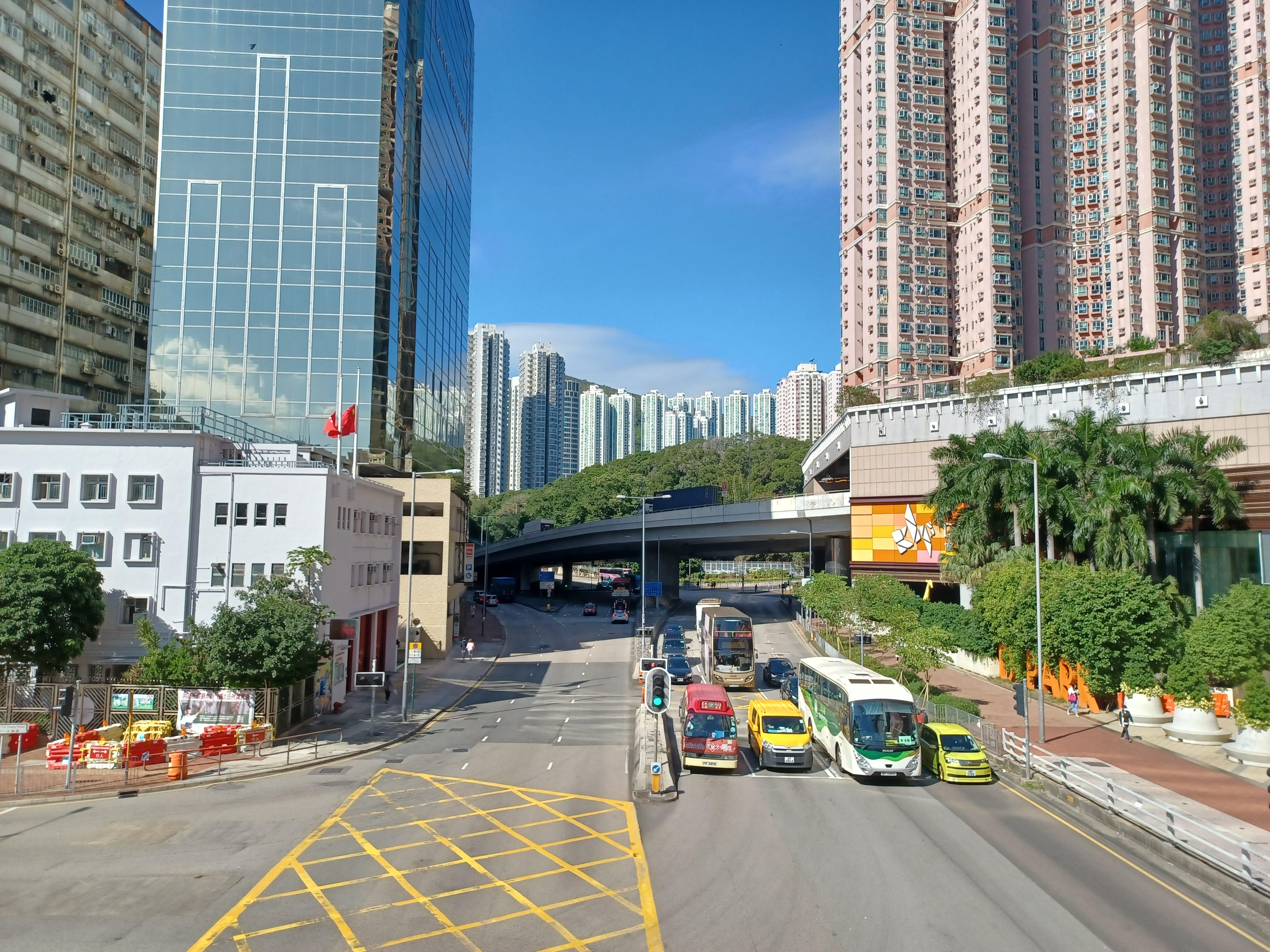
2022年的青山公路－荃灣段，近大涌道
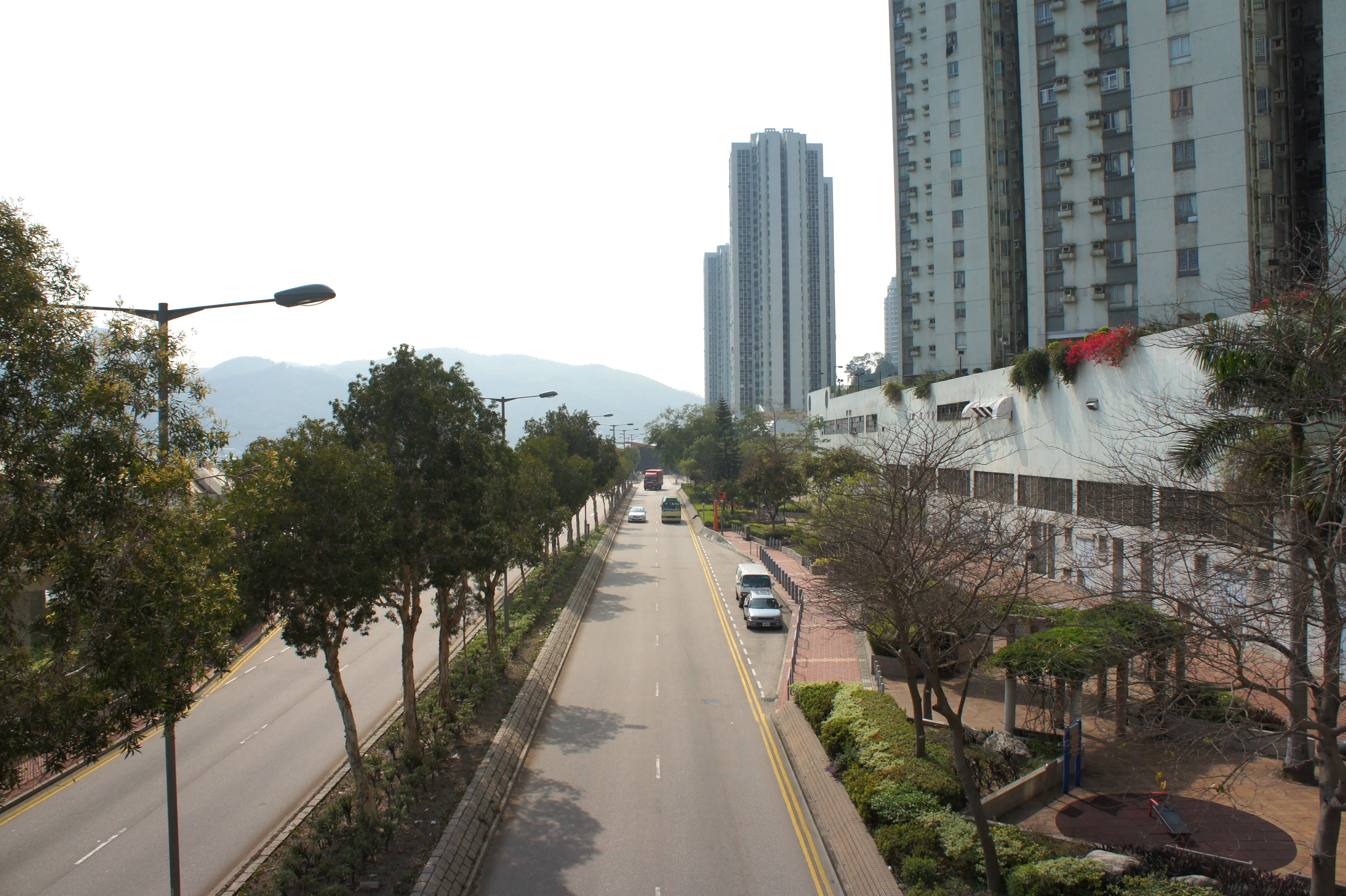
海安路於麗城花園的一段
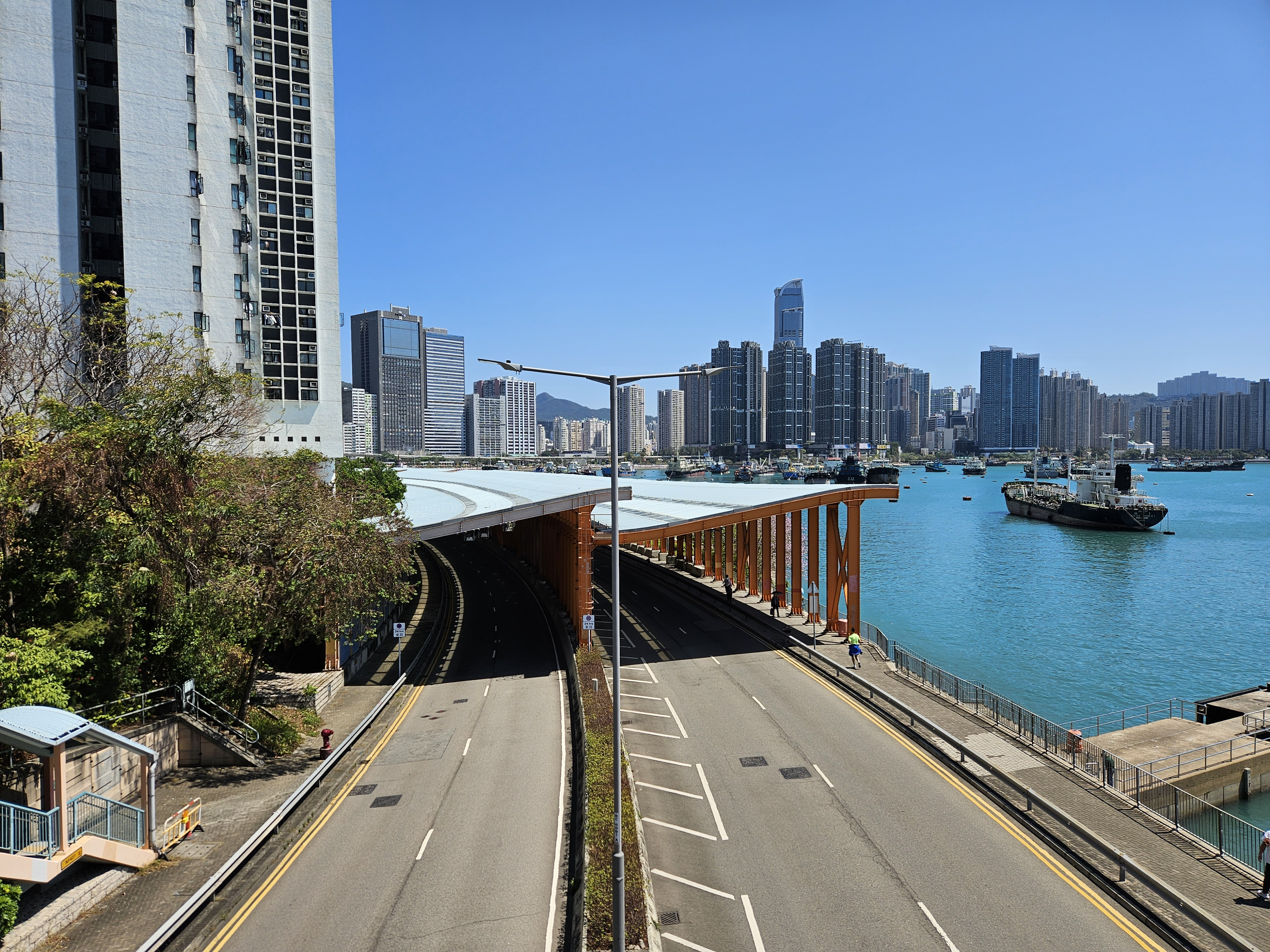
海安路近灣景花園的一段

## 九號幹線出口
| 青山公路－荃灣段                | 青山公路－荃灣段 | 青山公路－荃灣段                    |
| ------------------------------- | ---------------- | ----------------------------------- |
| A 行車方向（順時針）            | 出口編號         | B 行車方向（逆時針）                |
| 連接屯門公路                    |                  |                                     |
| 青山公路－荃灣段終點            |                  | 青山公路－荃灣段起點                |
| 不適用                          | 24C              | 荃灣（北） 荃景圍、青山公路－荃灣段 |
| 青山公路－荃灣段 路段起點       |                  | 青山公路－荃灣段 路段終點           |
| 連接象鼻山路 、青山公路－荃灣段 |                  |                                     |

| 论 编 | 香港9號幹線 |  |
| |             |  |
| 城門隧道 – 象鼻山路 – 青山公路－荃灣段 – 屯門公路 – 藍地交匯處 – 元朗公路 – 青朗公路 – 新田公路 – 粉嶺公路 – 吐露港公路 – 大埔公路－沙田段 – 城門隧道公路 – 城門隧道 |             |  |
| |             |  |

## 沿線建築物 (東至西)

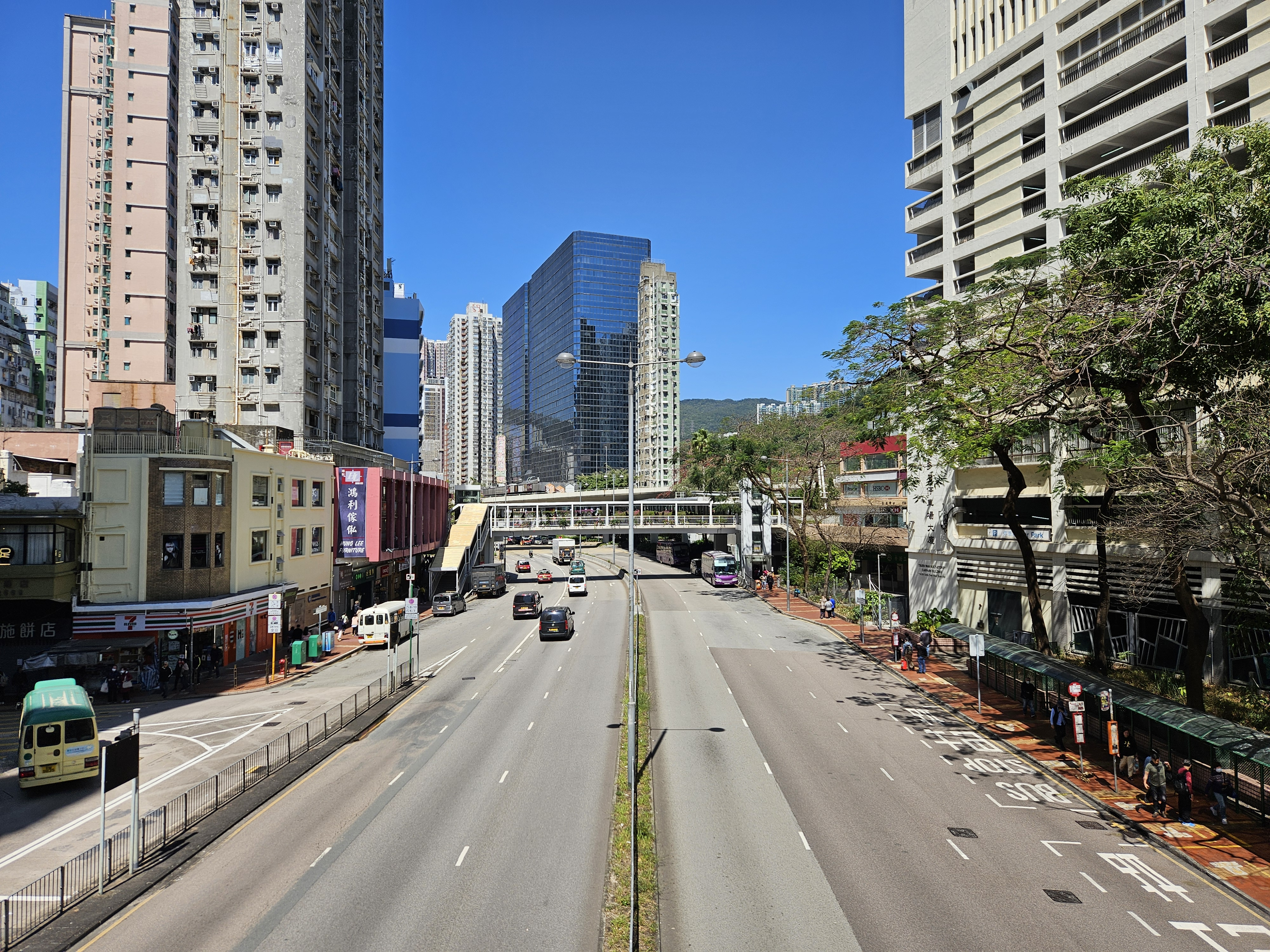
青山公路－荃灣段近荃灣多層停車場大廈

- 圓環公園
- 寶血會思源學校
- 荃灣花園
- 豪輝花園
- 荃灣浸信會
- 荃昌中心
- 華都中心
- 荃灣千色匯
- 荃豐中心
- 荃灣多層停車場大廈
- 西樓角花園
- 南豐中心
- 荃灣香港電訊機樓
- 荃錦中心
- 福來邨
- 新領域廣場
- 美港貨倉
- 中染大廈
- 愉景新城
- 南豐紗廠
- 錦豐園
- 荃德花園
- 中華電力荃灣運作中心
- 蔚景花園
- 韻濤居
- 麗城花園
- 荃灣官立小學
- 香港浸信會聯會小學
- 灣景花園
- 翠濤閣
- 一號九龍山頂
- 翠景臺

## 連接街道（東至西）

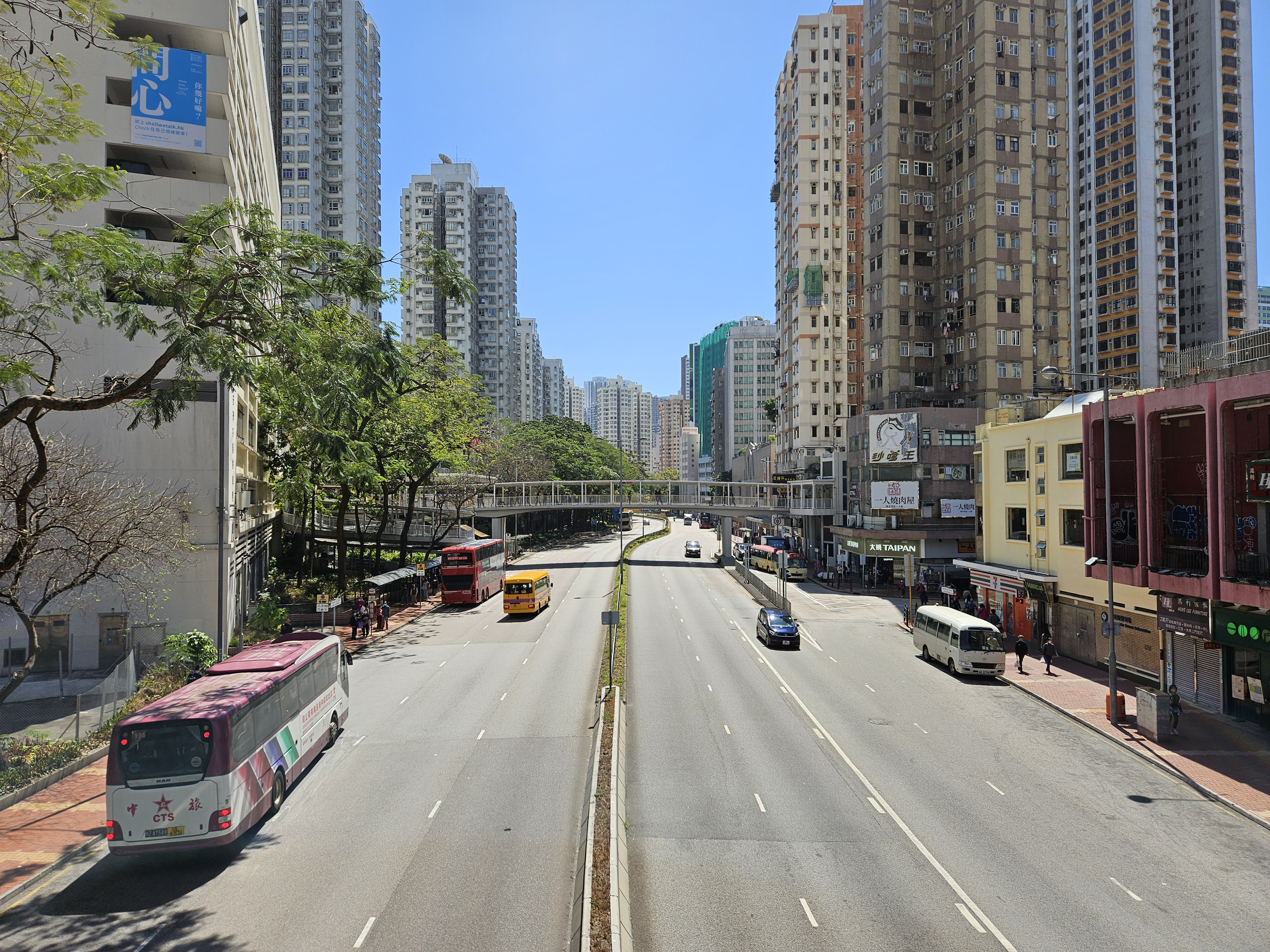
青山公路－荃灣段近眾安街

- 德士古交匯處（德士古道、青山公路－葵涌段）
- 城門道、關門口街
- 荃灣街市街
- 眾安街
- 大河道
- 西樓角路
- 大涌道
- 荃景圍
- 象鼻山路
- 沙咀道
- 屯門公路
- 安育路
- 柴灣角街
- 海興路
- 麗志路
- 發業里
- 麗順路
- 寶豐路
- 海安路、青山公路－汀九段